# Estádio Municipal Evandro Brembalti Calvoso
Estádio Municipal Evandro Brembalti Calvoso – stadion piłkarski w Andradina, São Paulo (stan), Brazylia, na którym swoje mecze rozgrywa klub Andradina Futebol Clube.